# Benedetto di Gerusalemme
Benedetto, nato Vasileios Papadopoulos (in greco Βασίλειος Παπαδόπουλος; Bursa, 1892 – Gerusalemme, 10 dicembre 1980), è stato il patriarca greco-ortodosso di Gerusalemme tra il 1957 e il 1980.

## Biografia
Vasileios nacque nel 1892 nel villaggio di Cesniero (Τσεσνειριω, moderna Çeşnigir) a Bursa, nella metropoli di Nicomedia, nell'Anatolia nordoccidentale.
Andò a Gerusalemme nel 1906 per la sua istruzione secondaria, diplomandosi al seminario nel 1914.
Il 3 dicembre 1914 prese i voti monastici, prendendo il nome di Benedetto, e il giorno seguente fu ordinato diacono dal metropolita Keladion di Tolemaida.
Dopo un periodo di due mesi nella segreteria patriarcale, durante la guerra prestò servizio come diacono ad Acri e poi accompagnò il patriarca Damiano durante il suo esilio a Damasco (1917-1918). Ritornò per altri tre anni alla segreteria patriarcale di Gerusalemme dal 1918 al 1921.
Dal 1921 al 1925 studiò all'Università di Atene, nel 1925 si laureò in giurisprudenza, economia, politica e teologia.
Nel 1927 rappresentò il Patriarcato di Gerusalemme alla Prima Conferenza mondiale sulla fede e l'ordine a Losanna.
Nel febbraio del 1929 fu incaricato del Metochion del Santo Sepolcro ad Atene. Nell'ottobre dello stesso anno fu ordinato sacerdote, quindi avanzò al grado di archimandrita.
Richiamato a Gerusalemme nel 1946, fu eletto membro del Santo Sinodo e gli fu affidata una responsabilità speciale per gli affari legali e finanziari del patriarcato, un campo in cui mostrava una spiccata attitudine.
Nel 1950 intervenne come rappresentante del Patriarcato di Gerusalemme all'Assemblea di Ginevra sull'internazionalizzazione della Città Santa di Gerusalemme.
Nel marzo del 1951 fu consacrato arcivescovo di Tiberiade nella Chiesa della Resurrezione.

### Patriarcato
Il 29 gennaio 1957 fu eletto patriarca, succedendo a Timoteo che era morto più di un anno prima. La sua intronizzazione ebbe luogo il 1º marzo 1957.
Con la sua elezione il governo giordano approvò una legge che stabiliva nuovi regolamenti riguardanti le relazioni tra la Confraternita del Santo Sepolcro e la comunità araba indigena della Chiesa ortodossa. Le regole attribuivano ai laici arabi un ruolo nelle questioni finanziarie del Patriarcato e imponevano che i candidati agli uffici del patriarcato fossero cittadini della Giordania, ma i cambiamenti furono interrotti dopo la negoziazione tra il Patriarcato e i Giordani.
Dopo la sua elezione, Benedetto si adoperò attivamente per una riabilitazione della Chiesa del Santo Sepolcro di Gerusalemme. Dal 1961, dopo aver intrapreso un tour nel Nord America per raccogliere fondi, la struttura venne completamente ristrutturata, ivi compresi lavori di riparazione delle fondamenta e delle cisterne, e restauro delle mura interne ed esterne.

### Morte e sepoltura
Il 10 dicembre 1980, quando fu terminata la cupola rotonda, ulteriori lavori di restauro della chiesa si interruppero con la morte di Benedetto. Morì di infarto all'ospedale Hadassah di Gerusalemme, dove si stava riprendendo da un ictus che aveva subito 10 giorni prima. La sepoltura ebbe luogo il 14 dicembre 1980 nella chiesa dell'Ascensione sul Monte degli Ulivi.

## Accoglienza e controversie
Un uomo gentile e cortese, tradizionalista nella sua teologia, il Patriarca Benedetto era critico nei confronti delle politiche "ecumeniste" del patriarca Atenagora di Costantinopoli, e nei suoi ultimi anni nutriva più riserve in merito alle questioni dell'unità dei cristiani di qualsiasi altro leader della Chiesa ortodossa.
Era anche un uomo molto istruito, fluente in francese, inglese e arabo, oltre al suo nativo greco. Per il suo servizio fu onorato con diverse onorificenze ecclesiastiche e secolari.
Il patriarca Benedetto I è annoverato come Massone secondo il sito web della Gran Loggia della Grecia, membro della loggia «Αδελφοποίησις».